# Гуревич, Борис Абрамович
Бори́с Абра́мович Гуре́вич (псевдоним Iridion; 8 (20) июля 1889, Умань, Киевская губерния — 4 апреля 1964, Нью-Йорк, США) — философ, публицист и поэт, юрист, адвокат.

## Биография
Из еврейской семьи. Отец Абрам Борисович (ум. 6.2.1924) — доктор медицины, киевский «общественный раввин», поэт-народник; мать умерла не ранее 1923 года. Брат Григорий (30.6.1895 — 11.1.1959) — пианист и историк искусства.
Среднее образование получил в 4-й Киевской гимназии, которую окончил с золотой медалью. Затем обучался в Киевском университете Св. Владимира, первоначально на естественном, затем на юридическом факультете. Окончил последний с похвальным отзывом за работу по английской философии права.
Литератор, поэт, прозаик.
Осенью 1912 года опубликовал сборник «Вечно человеческое», претендовавший на создание особого литературного направления — «сциентизма» (научной поэзии). В 1913 году уехал в Германию, где занимался во Фрейбургском университете у профессора Риккерта философией, занимался также вопросами экономики и аграрным вопросом.
В 1914 году был тяжело болен. В начале Первой мировой войны арестован в Германии, интернирован. В конце 1914 года выпущен по болезни сердца. По возвращении в Россию поступил в Петроградский университет для специальных занятий по философии, где работал под руководством профессора Н. О. Лосского.
Философ; автор ряда работ по истории философии. Публицист. Впоследствии неоднократно читал курсы по философии. Сотрудничал в журнале «Русская мысль», выпустил ряд книг. Член Партии народной свободы. Лектор по международно-правовому обоснованию пацифизма. Делегат из Смелы на 8-м съезде партии (май 1917), выступал против федеративного устройства государства. Затем делегат 10-го съезда партии.
В 1917 числился помощником присяжного поверенного М. И. Шефтеля. При Временном правительстве был уполномоченным Государственной думы по пропаганде в войсках. Редактировал официоз Временного правительства — «Армия и флот свободной России». Вместе с Н. О. Лосским и П. П. Гронским основал «Союз эволюционного социализма». Выпустил ряд брошюр и книг по теории эволюционного социализма и по вопросам патриотической агитации.
11 ноября 1917 года уехал в Киев, где с профессором М. В. Бернацким редактировал журнал «Голос жизни». Вступил в Киеве в кадетский комитет. В период гетманства продолжал заниматься литературной и политической деятельностью.
В январе 1919 перебрался в Одессу, откуда с фальшивым паспортом возвратился в Киев, находился там до прихода Добровольческой армии. Несмотря на антисемитизм добровольцев, принял предложение государственного контролёра В. Степанова выехать в Ростов-на-Дону для помощи миссии, отправляемой в США. В Ростове состоял членом Национального центра и заведовал социологическим и экономическим отделами в ряде газет Вооружённых сил Юга России. Вместе с присяжным поверенным О. О. Грузенбергом разработал соглашение между съездом еврейских деятелей и генералом А. И. Деникиным о методах прекращения погромов.
В феврале 1920, после неудачи соглашения, выехал в Константинополь, где был членом комитета «Народного братства освобождения России», вместе с князем Павлом Д. Долгоруковым возглавлял несколько антибольшевистских организаций.
С января 1921 года — член Константинопольской группы «Партии народной свободы». При расколе «Партии народной свободы» остался в группе, поддерживавшей генерала Врангеля. Вышел из неё в феврале 1922. Читал лекции по философии при Молодёжной христианской ассоциации (ИМКА) в Константинополе.
С мая 1921 жил в Париже. С июня 1921 член Парижской группы «Партии народной свободы». Занимался литературной и политической деятельностью, постоянно выступал с лекциями и докладами, своими литературными вечерами. Секретарь Лиги борьбы с антисемитизмом в России, которую возглавлял Г. Б. Слиозберг.
Кратковременно был масоном. Посвящён после опроса, проведенного В. Вяземским, Д. Шереметьевым и М. Сейделером 23 июня 1923 года в парижскую масонскую ложу «Астрея» № 500 (ВЛФ). Посетил лишь одно заседание ложи. Исключен 11 декабря 1924 года.
С 1924 года — член «Республиканско-демократического объединения».
В 1927 году выступал с лекциями и докладами в «Союзе молодых поэтов и писателей», в 1937 — в Социально-философском объединении.
В 1930 году участвовал в Париже в собраниях «Дней».
В 1931 году — член «Союза деятелей русского искусства».
С конца 1930-х годов жил в США. Занимался вопросами международного права. Основатель и председатель «Союза охраны прав человека». Автор многочисленных научных работ. Принимал активное участие в жизни еврейских общественных организаций, был связан с рядом американских демократических общественно-политических организаций.
В 1948 году читал лекции на кафедре социологии в Сорбонне.
В 1957 году выдвигался на Нобелевскую премию мира. Печатался также под псевдонимом Iridion.
Умер от сердечного приступа.

## Избранное
- Освобождение Духа (Киев, 1911)
- Социологический анализ проблемы мира (Киев, 1912)
- Вечно человеческое: Книга космической поэзии (СПб, 1912)
- Народу моему. Сборник стихотворений (1912)
- «О вопросах культурной жизни евреев» (брюшюра, конфискована, Киев, 1912)

## О вопросах культурной жизни евреев (1912)

### Цитата
От рождения и до гроба жизнь русского еврея — непрерывный путь унижения, позора, борьбы, напоминающий агонию
.

### О книге
Борис Гуревич вспоминает о ночных облавах на евреев, устраиваемых полицией, высылке евреев из города, еврейском бесправии, обвинении евреев в ритуальных убийствах. Автор говорит о необходимости предоставления евреям равноправия и о том, что отсутствие равных прав для евреев является постыдным грехом России. Несмотря на то, что в этой брошюре не было призыва ни к революционной борьбе, ни к свержению существующей власти, все экземпляры её были конфискованы полицией, а против её автора было возбуждено уголовное преследование. Говорить правду о бесправном положении евреев в России уже считалось преступлением.